# 羽山紀代美
羽山 紀代美（はやま きよみ、1945年1月11日 - 2023年6月10日）は、日本の振付家。宝塚歌劇団の元星組娘役で、退団後は歌劇団の振付家を務めた。大阪市出身。

## 略歴
- 1961年、宝塚歌劇団に入団。月組公演『春の踊り／サルタンバンク』[1]で初舞台を踏む。47期生。宝塚入団時の成績は66人中25位[1]。翌1962年、星組[1]に配属。
- 1973年12月30日[1]に退団するまでダンスの得意な娘役として活躍。 退団を申し出た際、ダンスの技術を惜しむ歌劇団サイドから、振付家として後進の指導に当たることをすすめられた。 その後喜多弘に師事。
- 1975年、月組公演『恋こそわが命／イマージュ』で振付家としてデビューした。以来、数多くの作品を手がける。また歌劇団のレッスン講師としても活躍している。
- 1998年、歌劇団卒業生としては初の歌劇団理事に就任した。
- 2005年、振付家30周年を記念して、「ゴールデン・ステップス -1975〜2005-」が上演される。轟悠、湖月わたる、朝海ひかる、瀬奈じゅんを中心に、現役選抜メンバーにより数々の名場面が再現された。
- 2006年、長年の宝塚歌劇における振付の功績が認められ、第32回菊田一夫演劇賞・特別賞を受賞した。
- 2014年、宝塚歌劇団創設100周年記念で創設された「宝塚歌劇の殿堂」に、振付スタッフとして殿堂入りを果たした[2][3]。
- 2023年6月13日、歌劇団から10日に死亡したことが発表された[4]。

## 振付作品
- 1975年：『赤と黒ー恋こそ我がいのちー』、『イマージュ』
- 1976年：『ビューティフル・ピープル』、『長靴をはいた猫』
- 1977年：『マンハッタン・ラグ』、『わが愛しのマリアンヌ』、『ボーイ・ミーツ・ガール』
- 1983年：『オルフェウスの窓 -イザーク編-』
- 1985年：『ヒート・ウエーブ』
- 1986年：『メモアール・ド・パリ』、『スカイ・ハイ・スカイ』、『三つのワルツ』、『パリ、それは悲しみのソナタ』
- 1987年：『ショー・アップ・ショー』、『ザ・レビュースコープ』
- 1988年：『ビバ!シバ!』、『ダイナモ!』、『フォーエバー!タカラヅカ』
- 1989年：『ザ・ゲーム!』
- 1990年：『ベルサイユのばら』、『パラダイス・トロピカーナ』、『ル・ポアゾン 愛の媚薬』、『ジーザス・ディアマンテ』
- 1991年：『ザ・フラッシュ!』、『ジャンクション24』、『紫禁城の落日』
- 1992年：『スパルタカス』、『この恋は雲の涯まで』、
- 1993年：『パパラギ』、『ミリオン・ドリームズ』
- 1994年：『ラ・カンタータ!』
- 1995年：『国境のない地図』、『バロック千一夜』
- 1996年：『エリザベート -愛と死の輪舞-』、『パッション・ブルー』、『エリザベート -愛と死の輪舞-』
- 1997年：『グランド・ベル・フォリー』、『失われた楽園』、『サザンクロス・レビュー』、『ゴールデン・デイズ』、『ザッツ・レビュー』
- 1998年：『ヘミングウェイ・レヴュー』、『エリザベート -愛と死の輪舞-』
- 2001年：『夢は世界を翔けめぐる』、『Jazz Mania』
- 2002年：『With a Song in my Heart』
- 2003年：『『王家に捧ぐ歌』、テンプテーション！-誘惑–』、『薔薇の封印 -ヴァンパイア・レクイエム-』
- 2004年：『タカラヅカ・グローリー』
- 2005年：『エンター・ザ・レビュー』、『ASIAN WINDS!　-アジアの風-』
- 2006年：『ベルサイユのばら －フェルゼンとマリー・アントワネット編－』、『ベルサイユのばら」－オスカル編－』、『NEVER SAY GOODBYE -ある愛の軌跡-』、『暁のローマ』、『レ・ビジュー・ブリアン』、『NEO DANDYISM』、『タランテラ！』
- 2007年：『明智小五郎の事件簿―黒蜥蜴』、『パリの空よりも高く』、『ファンシー・ダンス』、『シークレット・ハンター』、『エリザベート -愛と死の輪舞-』、『Dancin' Crazy』、『MAHOROBA －遥か彼方YAMATO－』、『ラブ・シンフォニー』、『宙FANTASISTA!!』、『レビュー・オルキス～蘭の星～』、『ザ・クラシック～I LOVE CHOPIN～』
- 2008年：『Passion 愛の旅』、『Red Hot Sea』、『ソロモンの指輪』、『Apasionado!!』
- 2009年：『ア・ビヤント　A Bientot』、『ZORRO 仮面のメサイア』、『Amour　それは．．．』、『エリザベート－愛と死の輪舞』、『RIO DE BRAVO!!』、『北翔海莉ディナーショー "ALL OF ME"』、『Heat on Beat!』、
- 2010年：『BOLERO』、『ソルフェリーの夜明け』、『虞美人－新たなる伝説－』、『Rock on!』、『EXCITER!!』、『ジプシー男爵 Der Zigeuner Baron』、『Je Chante』、『誰がために鐘は鳴る』
- 2011年：『Le Paradis!!-聖なる時間（とき）-』、『ONE』、『NICE GUY!!』、『小林公平没後1周年・チャリティスペシャル『愛の旋律～夢の記憶』』、『ノバ・ボサ・ノバ』、『めぐり会いは再び』、『ニジンスキー』
- 2012年：『カノン～Our Melody～』、『Apasionado!!II』、『華やかなりし日々』、『クライマックス～Cry・Max～』、『CONGA!!』、『ロバート・キャパ 魂の記録』、『Heat on Beat!』、『Streak of Light』
- 2013年：『風と共に去りぬ』、『Fantastic Energy!』、『フォーエバー・ガーシュウィン～5線譜に描く夢～』、『春雷』、『ベルサイユのばら～フェルゼン編～』、『Amour de 99!!～99年の愛～』
- 2014年：『翼ある人びと』、『TAKARAZUKA夢∞眩』、『TAKARAZUKA 花詩集100‼』、『眠らない男ナポレオン』、『PHOENIX宝塚‼』
- 2015年：『Ernest in Love』『DEAR DIAMOND!!』『Dragon Night!!』『シトラスの風　III』、『ファンシー・ガイ！』、『王家に捧ぐ歌』
- 2016年：『HOT EYES!!』、『THE ENTERTAINER!』『Forever LOVE!!』、『ロマンス‼』
- 2017年：『VIVA! FESTA!』、『SANTE!!』、『クラシカル・ビジュー』、『鳳凰伝』、『SUPER VOYAGER』
- 2018年：『SUPER VOYAGER』全国ツアー、『不滅の棘』、『シトラスの風～Sunrise~』、『GATO BONITO!!』、『NEW WAVE! 星』、『BEAUTIFUL GARDEN』、『EXCITER!! 2018』
- 2019年：『Éclair Brillant(エクレール ブリアン)』、『リッツホテルくらいに大きなダイアモンド』、『アクアヴィーテ（aquavitae）！！』
- 2020年：『ピガール狂騒曲』
- 2021年：『シルクロード～盗賊と宝石～』、『ダル・レークの恋』、『DREAM CHASER』、『DELICIEUX!』、『マノン』、『VERDAD!!』、『モアーダンディズム！』
- 2022年：『FULL SWING!』、『FLY WITH ME』、『THE GREAT GATSBY』、『蒼穹の昴』、『CAPRICCIOSA!!』
- 2023年：『うたかたの恋』『ENCHANTEMENT』、『GRAND MIRAGE！』